# Виллар, Жорж де Бранкас
Жорж де Бранкас (фр. Georges de Brancas; ок. 1568 — 25 октября 1657, Мобек), герцог де Виллар — французский государственный и военный деятель.

## Биография
Третий сын Эннемона де Бранкаса, барона д'Уаз, и Катрин де Жуайёз, брат адмирала Виллара.
Маркиз, затем герцог де Виллар, барон д'Уаз, генеральный наместник Нормандии, губернатор Гавр-де-Граса и Онфлёра, капитан пятидесяти тысяч тяжеловооруженных всадников.
Первоначально был известен как шевалье д'Уаз.
Засвидетельствовал свою доблесть в различных делах. В правление Генриха III и Генриха IV вместе с братом участвовал в различных походах, наследовал ему в должности губернатора Гавр-де-Граса. Отличился в битве при Фонтен-Франсез.
Согласно отцу Ансельму, еще 12 августа 1619 был пожалован в рыцари орденов короля, 5 мая 1633 в Фонтенбло представил доказательства знатного происхождения королевским комиссарам герцогу де Монбазону и маршалу Сен-Люку, но в результате награду так и получил.
В 1625 году, во время войны с восставшими гугенотами, снарядил за свой счет 25 военных кораблей.
Генеральный наместник Нормандии (1626). В награду за службу Людовик XIII жалованной грамотой в феврале 1627 объединил баронию Уаз и земли Шантерсье и Виллар, и возвел их в ранг герцогства под названием герцогства Виллар. Пожалование зарегистрировано парламентом в Экс-ан-Провансе 24 июля 1628. В июле 1652 герцогство было возведено в ранг пэрии.
Жорж де Бранкас умер в своем замке Мобек в пяти лье от Авиньона.

## Семья
Жена (контракт 7.01.1597): Жюльенна-Ипполита д'Эстре, дочь Антуана IV д'Эстре, маркиза де Кёвр, великого магистра артиллерии, и Франсуазы Бабу де Лабурдезьер. Король дал по случаю свадьбы 30 000 экю
Дети:
- Луи-Франсуа (ум. 10.1679), герцог де Виллар. Жена 1) (контракт 21.12.1649): Мадлен-Клер де Ленонкур (ум. 1661), дочь Антуана де Ленонкура, сеньора де Мароль, и Мари д'Анженн; 2) (4.1662): Мари-Мадлен Жирар (ум. 1674), дочь Луи Жирара, сеньора де Вильтанёз, и Мари Буайе де Брей
- Шарль (ок. 1617—8.01.1681), маркиз де Мобек и д'Апийи, называемый графом де Бранкас, придворный Анны Австрийской. Жена (1649): Сюзанна Гарнье (ум. 3.11.1685), дочь Матье Гарнье и Луизы Базен
- Мари. Муж (13.07.1613): Анри де Шатлен (ум. 1656), маркиз д'Ампюс
- Мадлен-Ипполита, основательница монастыря урсулинок в Нарбоне под именем сестры Мари-Мадлен
- Франсуа (ум. ребенком)